# Pele e Alma
Pele e Alma é segundo álbum de estúdio da cantora Fantine Thó, lançado em 22 de fevereiro de 2022 de forma independente.

## Singles
"Agradeço" foi lançada como lead single do álbum, especialmente em 15 de dezembro de 2021.

## Lista de faixas
| Padrão         |                                         |         |  |
| N.º            | Título                                  | Duração |  |
| 1.             | "Perseverança (O Sol Nascente)"         | 6:21    |  |
| 2.             | "Albatroz (Sintonizando a Chamada)"     | 5:33    |  |
| 3.             | "Criança Selvagem (Dança da Inocência)" | 11:59   |  |
| 4.             | "A Imperatriz (Correntes Ancestrais)"   | 12:20   |  |
| 5.             | "Indiozinha (Deixa A Água Cair)"        | 6:41    |  |
| 6.             | "Agradeço (Entre a Mente e o Coração)"  | 6:36    |  |
| 7.             | "Mirroring (Atravessando o Labirinto)"  | 7:33    |  |
| 8.             | "Torre de Cristal (Na Porta da Fonte)"  | 10:42   |  |
| Duração total: | Duração total:                          | 65:85   |  |

## Histórico de lançamento
| País   | Formato(s)                  | Data                    | Gravadora    | Distribuidora       |
| ------ | --------------------------- | ----------------------- | ------------ | ------------------- |
| Brasil | Download digital, streaming | 22 de fevereiro de 2022 | Independente | Streamings digitais |